# کوبلا گورا (استان اوپوله)
کوبلا گورا (به لهستانی: Kobyla Góra) یک منطقهٔ مسکونی در لهستان است که در گمینا گوژوف شلانسکی واقع شده‌است.